# 祈年祭
| 宮中祭祀の主要祭儀一覧             |
| 四方拝・歳旦祭                     |
| 元始祭                             |
| 奏事始                             |
| 昭和天皇祭（先帝祭）               |
| 孝明天皇例祭（先帝以前三代の例祭） |
| 祈年祭                             |
| 天長祭（天長節祭）                 |
| 春季皇霊祭・春季神殿祭             |
| 神武天皇祭・皇霊殿御神楽           |
| 香淳皇后例祭（先后の例祭）         |
| 節折・大祓                         |
| 明治天皇例祭（先帝以前三代の例祭） |
| 秋季皇霊祭・秋季神殿祭             |
| 神嘗祭                             |
| 新嘗祭                             |
| 賢所御神楽                         |
| 大正天皇例祭（先帝以前三代の例祭） |
| 節折・大祓                         |

祈年祭（きねんさい、としごいのまつり）は、毎年2月17日に行われる宮中祭祀の小祭で、その年の五穀豊穣などを祈る神道の祭祀である。

## 実施時期
旧暦2月4日に行われていたが、1873年（明治6年）の改暦後は2月17日に行われる。ただし、民間では時期は統一されておらず、北国には3月・4月の春祭りと併せて行う神社もある。

## 歴史
本来は民衆が行う田の神への予祝祭であったが、中国の大祀祈殻の要素を取り入れ、律令国家祭祀として成立した。7世紀後半の天武天皇の時代には既に記録があり、延喜式神名帳記載の全神社（3132座）が祈願の対象であった。神祇官が、これらの神社の神職を神祇官に参集させて、そこで中臣氏が祝詞を奏上して斎部氏(忌部氏)が幣帛を神職に配り、これをそれぞれの神社の神に捧げさせるという、班幣の形式がとられたのである。平安時代には形骸化し、神祇官の内部でのみ行う祭祀となった。平安時代中頃になると、天照大御神を主に祀る祭祀と認識され、院政期には天照大御神を奉祀する天皇の祭祀として厳修された。13世紀初め、鎌倉時代初頭の順徳天皇の『禁秘抄』では、祈年祭は伊勢神宮関係の祭祀とされた。
室町時代後半の戦乱期には、他の祭祀と同様に廃絶し、神祇官の伯を世襲した白川家が行うようになった。江戸時代に入り、元禄年間に宮中での祈年祭の復興が企画されたが為らず、明治時代の神祇官復興により再開された。祈年祭は重要な国家祭祀と位置づけられ、明治2年（1869年）からは、宮中および全国の官国幣社、あるいは民社でも祈年祭が行われた。
第二次世界大戦後に日本の国家神道が解体されると、祈年祭から国家的祭祀としての性格は消え、宮中では天皇家の私的な祭祀として、他の神社でも通常の祭祀として斎行している。